# (16986) Archivestef
(16986) Archivestef est un astéroïde de la ceinture principale.

## Description
(16986) Archivestef est un astéroïde de la ceinture principale. Il fut découvert le 15 janvier 1999 à la station Anderson Mesa par le programme LONEOS. Il présente une orbite caractérisée par un demi-grand axe de 2,30 UA, une excentricité de 0,16 et une inclinaison de 2,2° par rapport à l'écliptique.

## Compléments